# John Profumo
John Dennis Profumo, 5. Baron Profumo CBE (* 30. Januar 1915 in Kensington, London; † 9. März 2006 in Chelsea, London) war ein konservativer britischer Politiker, der als Kriegsminister in den 1960er Jahren mit der nach ihm  benannten Profumo-Affäre einen Skandal auslöste.

## Leben
John Profumo, Sohn des Rechtsanwaltes und Diplomaten Albert Profumo (1879–1940), studierte in Oxford am Brasenose College Rechtswissenschaften. Er wurde Mitglied der Konservativen Partei Großbritanniens und erhielt 1940 einen Sitz im britischen House of Commons. Damit wurde er der jüngste Parlamentarier Großbritanniens. Nach Ende des Zweiten Weltkrieges war er kurzzeitig Stabschef der Britischen Armee in Japan. Nachdem er 1950 nach Großbritannien zurückgekehrt war, hatte er verschiedene politische Ämter inne, bevor er 1960 zum Kriegsminister (Secretary of State for War) unter Harold Macmillan ernannt wurde.
Im folgenden Jahr begann Profumo – verheiratet mit der Schauspielerin Valerie Hobson – eine Affäre mit der 19-jährigen Tänzerin Christine Keeler. Keeler hatte Verbindungen zum sowjetischen Marineattaché in London, den sie später als Spion identifizierte. Am 2. März 1963 hielt der Abgeordnete der Labour Party George Wigg eine Rede im Parlament, in der er die Verstrickungen Profumos und seine Bekanntschaft mit Christine Keeler offenbarte. Einige Wochen nach der Rede bestätigte Profumo, Keeler zu kennen, bestritt jedoch eine sexuelle Beziehung mit ihr zu haben. Die Presse schenkte ihm jedoch keinen Glauben, und in zahllosen Titelgeschichten wurde über das Verhältnis Profumos mit Keeler gemutmaßt. Am 5. Juni 1963 trat John Profumo zurück, nachdem er zugegeben hatte, vor dem Parlament und dem Untersuchungsausschuss über seine Affäre mit Christine Keeler die Unwahrheit gesagt zu haben. Im Parlament hatte er in Gegenwart seiner Frau Valerie Hobson gesagt: „There was no impropriety whatsoever in my acquaintanceship with Miss Keeler.“ Er fuhr fort, dass alle Vorwürfe von Opposition und der Presse erfunden seien und dass er gerichtlich dagegen vorgehen werde. Er zog sich auch aus dem Privy Council zurück, dem er seit 1960 angehört hatte.
Nach dem Rückzug aus der Politik arbeitete Profumo für die gemeinnützige Toynbee Hall. Für seine Verdienste bei der Unterstützung ärmerer Bevölkerungsgruppen im Londoner East End wurde er 1975 zum Commander of the British Empire ernannt. Profumos Frau Valerie Hobson verließ ihren Mann nicht und arbeitete gemeinsam mit ihm an den gemeinnützigen Projekten. Sie starb 1998.
Profumo erschien nur selten in der Öffentlichkeit, speziell in seinen letzten Lebensjahren, als er im Rollstuhl saß. Sein letzter öffentlicher Auftritt war die Beerdigung von Sir Edward Heath am 8. November 2005. John Dennis Profumo starb am 9. März 2006 an den Folgen eines Schlaganfalls in einem Londoner Krankenhaus.
Sein Sohn ist der Journalist und Autor David Profumo (* 1955).